# Whiskey Man
Whiskey Man est une chanson du groupe britannique The Who de 1966, parue dans l'album A Quick One. Elle est écrite et composée par le bassiste du groupe John Entwistle.
L'enregistrement s'est déroulé le 3 octobre 1966 aux IBC Studios de Londres.

## Explication et genèse
Dans Whiskey Man, le narrateur parle de l'« homme-whisky », un ami qui le rejoint tout le temps quand il boit. Il est pourtant le seul à le voir (Nobody has ever seen him, I'm the only one), et tout le monde le croit fou, au point de chercher à l'interner (Two men dressed in white collected me two days ago). Le narrateur s'en veut de ne pouvoir prendre de ses nouvelles.
L'idée du Whiskey Man a été inspiré par le western de 1966 Marqué au fer rouge (Ride Beyond Vengeance), de Bernard McEveety. Dans ce film, Elwood Coates, joué par Claude Akins, a un ami imaginaire nommé "Whiskey Man".
John Entwistle explique, à propos du mot friend de la première ligne de la chanson (Whiskey Man's my friend, he's with me nearly all the time, « L'homme-whisky est mon ami, il est presque toujours avec moi ») :
« J'ai toujours eu des problèmes à chanter mes "r", j'ai donc enregistré ma voix sur deux pistes différentes. Sur l'une je chante fwend et sur l'autre flend,  en esperant qu'elles donnent ensemble friend. »
Ce trucage n'est clairement audible que dans la version stéréo parue en Europe et au Japon.